# Cremona
Cremona là một thành phố và đô thị ở miền bắc Ý, nằm ở Lombardia, trên bờ trái của sông Po ở giữa các Padana Pianura (thung lũng Po). Đây là thủ phủ của tỉnh Cremona và nơi đóng trụ sở của chính quyền thành phố và chính quyền tỉnh. Thành phố Cremona là đặc biệt nổi tiếng với lịch sử âm nhạc và truyền thống của nó, bao gồm một số các luthiers sớm nhất và nổi tiếng nhất, chẳng hạn như Guarneri và Stradivari.